# 1492
Il 1492 (MCDXCII in numeri romani) è un anno bisestile del XV secolo.

## Eventi

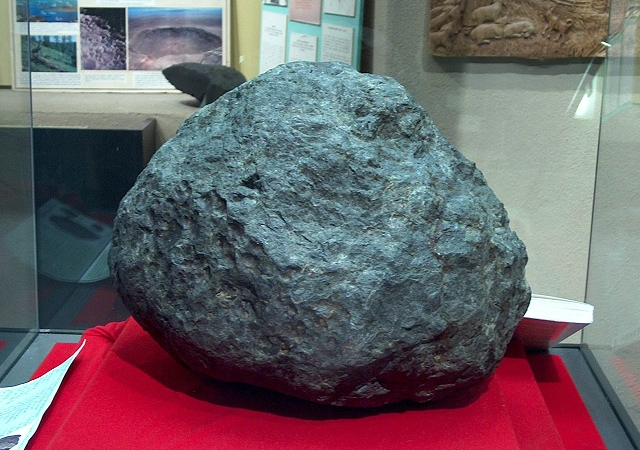
Il meteorite di Ensisheim

- 2 gennaio – Caduta di Granada, ultima roccaforte araba in Spagna, fine della Reconquista.
- 23 gennaio – Prima edizione stampata del Pentateuco.
- 31 marzo – Ferdinando II d'Aragona ed Isabella di Castiglia firmano il Decreto dell'Alhambra, con cui espellono tutti gli Ebrei dalla Spagna, salvo coloro che accettino la conversione al cattolicesimo.
- 8 aprile – Morte di Lorenzo de' Medici (detto "Il Magnifico") presso la Villa di Careggi.
- 31 luglio – Termine del decreto dell'Alhambra: gli Ebrei sono espulsi dalla Spagna.
- 3 agosto – Cristoforo Colombo, a capo di una spedizione di tre caravelle, salpa da Palos (Spagna) alla volta dell'America, senza però saperlo, credendo infatti di andare verso le Indie.
- 11 agosto – Papa Alessandro VI succede a papa Innocenzo VIII; è il 214º papa.
- 18 agosto – Pubblicazione a Salamanca della prima grammatica di lingua castigliana, opera dello studioso Antonio de Nebrija.
- 12 ottobre – Cristoforo Colombo, dopo due mesi di navigazione alla guida delle tre caravelle (Niña, Pinta e Santa María) raggiunge la costa delle isole Bahamas. Una volta sceso a terra, Colombo battezza l'isola raggiunta con il nome di San Salvador [1].

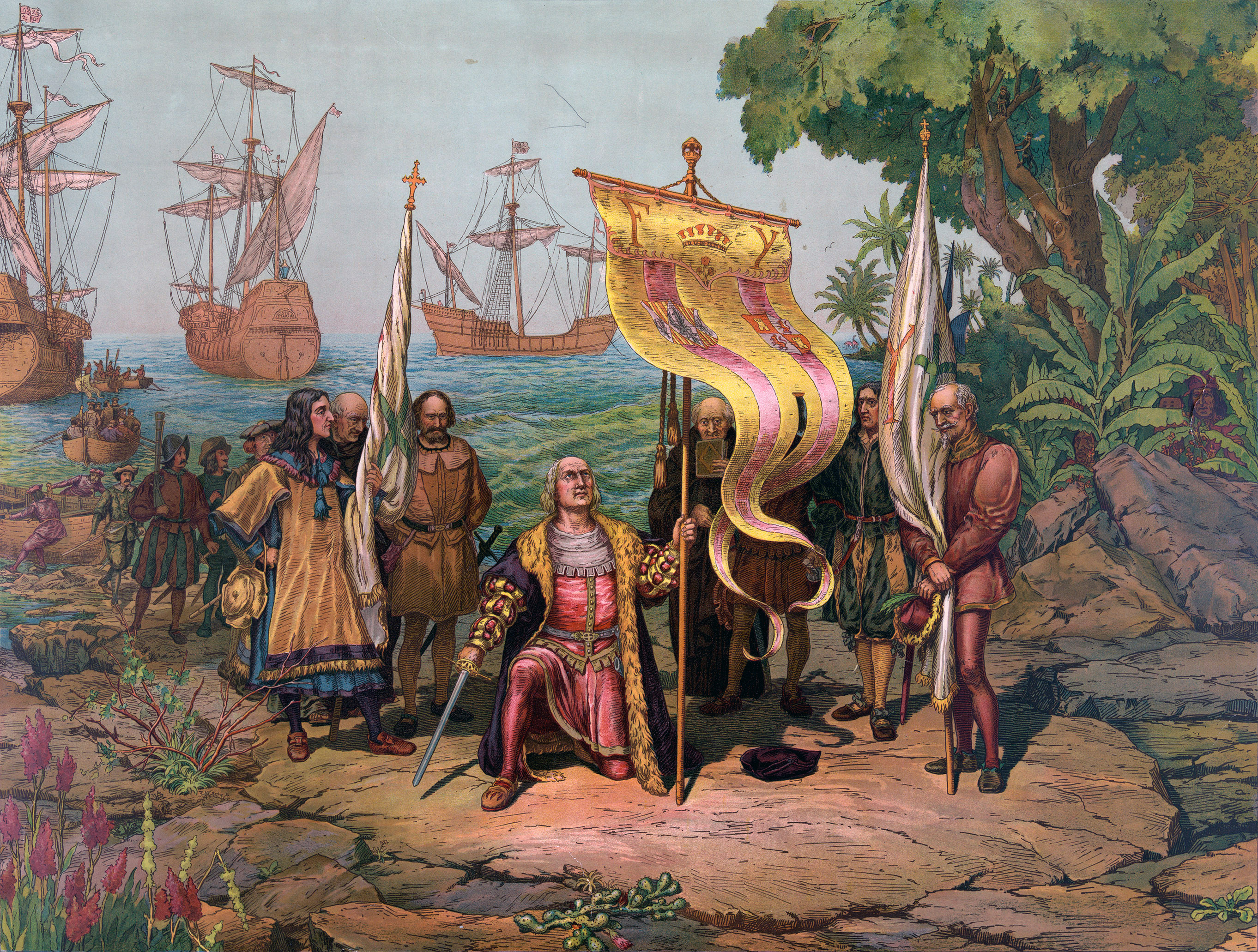
Il 12 ottobre 1492 Colombo scopre l'America. Inizia convenzionalmente l'età moderna.

- 28 ottobre – Cristoforo Colombo scopre Cuba.
- 7 novembre – Un meteorite di 120 kg si schianta in Alsazia nei pressi di Ensisheim.
- 20 novembre – Ercole I d'Este accoglie a Ferrara gli Ebrei esuli cacciati dalla Spagna.
- 31 dicembre – Circa 100.000 ebrei sono espulsi dalla Sicilia.

## Senza data
- Il cartografo tedesco Martin Behaim realizza il primo globo terrestre di concezione moderna, elaborandolo sulla base dei dati cartografici lasciati da Tolomeo e Marco Polo, e dei più recenti resoconti degli esploratori portoghesi. Il globo avrebbe rivoluzionato il modo in cui l'uomo aveva fino allora concepito il mondo.
- Inizia la realizzazione dell'Addizione Erculea a Ferrara.
- Pico della Mirandola compone il De ente et uno. Nel trattato egli cerca di conciliare i principi aristotelici con quelli platonici.
- Unificazione della Spagna sotto la corona di Aragona e Castiglia.
- Inizio della costruzione della Chiesa di Santa Maria delle Grazie a Milano ad opera del Bramante.

## Nati

### Gennaio
- 7 gennaio - Diomede Carafa, cardinale e vescovo cattolico italiano († 1560)
- 22 gennaio - Beatrice di Baden, nobildonna tedesca († 1535)

### Febbraio
- 3 febbraio - Simone Dal Pozzo,  italiano

### Marzo
- 6 marzo - Juan Luis Vives, filosofo e umanista spagnolo († 1540)
- 20 marzo - Giovanni II del Palatinato-Simmern, nobile tedesco († 1557)
- 27 marzo - Adam Ries, matematico, scienziato e storico tedesco († 1559)

### Aprile
- 10 aprile - Vincenzo Tamagni, pittore italiano († 1530)
- 11 aprile - Margherita d'Angoulême, scrittrice e poetessa francese († 1549)
- 19 aprile - Pietro Aretino, poeta, scrittore e drammaturgo italiano († 1556)
- 24 aprile - Sabina di Baviera, nobile († 1564)

### Maggio
- 8 maggio - Andrea Alciato, giurista italiano († 1550)

### Agosto
- 1º agosto - Wolfgang di Anhalt-Köthen, nobile tedesco († 1566)
- 8 agosto - Matteo Tafuri, filosofo e medico italiano († 1584)

### Settembre
- 4 settembre - Reinoud III van Brederode, nobile olandese († 1556)
- 4 settembre - Juan de Vergara, umanista spagnolo († 1557)
- 12 settembre - Lorenzo de' Medici, duca di Urbino, sovrano italiano († 1519)
- 29 settembre - Leonardo Tornabuoni, vescovo cattolico italiano († 1540)

### Ottobre
- 30 ottobre - Anna d'Alençon, nobile († 1562)

### Novembre
- 17 novembre - Simone Pasqua Di Negro, cardinale e vescovo cattolico italiano († 1565)
- 27 novembre - Donato Giannotti, scrittore e politico italiano († 1573)
- 30 novembre - Laura Orsini, nobildonna italiana († 1530)

### Dicembre
- 13 dicembre - Martín de Azpilcueta, economista, filosofo e teologo spagnolo († 1586)

### Senza giorno specificato
- Geronimo Albertino, nobile e vescovo cattolico italiano († 1566)
- Amago Kunihisa, militare giapponese († 1554)
- Giulia d'Aragona, principessa italiana († 1542)
- Jean du Bellay, cardinale, vescovo cattolico e diplomatico francese († 1560)
- Caspar Borner, umanista tedesco († 1547)
- Johannes Buteo, matematico francese († 1572)
- Juan Boscán, poeta spagnolo († 1542)
- Giacomo Castiglione, esploratore italiano
- Bernal Díaz del Castillo, esploratore spagnolo († 1584)
- Domenico Puligo, pittore italiano († 1527)
- Silvestro Ganassi, musicista italiano
- William Graham, II conte di Montrose, nobile e politico scozzese († 1571)
- Hirate Masahide, militare giapponese († 1553)
- Antoine Héroët, vescovo cattolico e scrittore francese († 1567)
- Giovanni Antonio Lappoli, pittore italiano († 1552)
- Cesare Magni, pittore italiano († 1534)
- Thomas Manners, I conte di Rutland, nobile inglese († 1543)
- Simone Mosca, scultore e architetto italiano († 1554)
- Mōri Okimoto, militare giapponese († 1516)
- Camillo Orsini, condottiero italiano († 1559)
- Philippe de Chabot, ammiraglio francese († 1543)
- Giantommaso Pico della Mirandola, nobile e militare italiano († 1567)
- Agostino Pinelli Ardimenti, doge († 1566)
- Semiz Ahmed Pascià, politico ottomano († 1580)
- Giovanni Antonio Sogliani, pittore italiano († 1544)
- Argula von Stauff, nobildonna tedesca († 1554)
- Cristóbal Vaca de Castro, funzionario spagnolo († 1566)
- Edward Wotton, medico inglese († 1555)
- Bartolomeo Zuccato, notaio e storico italiano († 1562)
- Galeazzo dagli Orzi, poeta italiano
- Cristóbal de Mena, condottiero spagnolo
- Giovanni Francesco della Rovere, arcivescovo cattolico italiano († 1517)

## Morti
- 11 gennaio - Antonio Piccolomini d'Aragona, militare e politico italiano (n. 1435)
- 6 marzo - Raimondo Malatesta, italiano
- 19 marzo - Filippo II di Nassau-Weilburg, conte (n. 1418)
- 8 aprile - Lorenzo de' Medici, politico, nobile e mecenate italiano (n. 1449)
- 9 aprile - Pierleone Leoni, medico, filosofo e astrologo italiano
- 18 aprile - Francesco Vitale da Noja, vescovo cattolico italiano
- 29 maggio - Carlo di Cosimo de' Medici, presbitero e religioso italiano
- 7 giugno - Casimiro IV di Polonia, sovrano polacco (n. 1427)
- 8 giugno - Elisabetta Woodville, nobildonna inglese
- 28 giugno - Giovanni Compesio, vescovo cattolico italiano
- 25 luglio - Papa Innocenzo VIII, papa, vescovo cattolico e cardinale italiano (n. 1432)
- 31 luglio - Galeotto IV Maletesta, condottiero italiano
- 9 agosto - Beatrice de Silva, religiosa portoghese (n. 1424)
- 28 agosto - Benedetto Dei, storico italiano (n. 1418)
- 28 agosto - Pietro de Luna, arcivescovo cattolico italiano
- 12 settembre - Bernardo Bellincioni, poeta italiano (n. 1452)
- 14 settembre - Maffeo Girardi, cardinale e patriarca cattolico italiano (n. 1406)
- 20 settembre - Anne de Beauchamp, XVI contessa di Warwick, nobile (n. 1426)
- 29 settembre - Domenico Gagini, scultore italiano
- 1º ottobre - Filippo Maria Sforza, nobile italiano (n. 1449)
- 12 ottobre - Piero della Francesca, pittore e matematico italiano
- 17 ottobre - Baldassarre Ravaschieri, presbitero italiano (n. 1419)
- 24 ottobre - Taddeo McCarthy, vescovo cattolico irlandese
- 1º novembre - Renato d'Alençon, duca e conte francese (n. 1454)
- 2 novembre - Beltrán de la Cueva, politico spagnolo
- 6 novembre - Antoine Busnois, compositore e poeta francese (n. 1430)
- 19 novembre - Pier Filippo Corneo, giurista e ambasciatore italiano (n. 1419)
- 24 novembre - Louis de Gruuthuse, nobile e militare fiammingo
- 8 dicembre - Guido Stella, storico, poeta e medico italiano (n. 1434)
- Angiolillo Arcuccio, pittore e miniatore italiano
- Gaspare Biassa, generale e ammiraglio italiano
- Caterina Branković, nobildonna e scrittrice serba (n. 1418)
- Cristina Abrahamsdotter, nobildonna finlandese (n. 1432)
- Dionisio I di Costantinopoli, arcivescovo ortodosso greco
- Tommaso Formenton, architetto italiano (n. 1428)
- Giovanni Teutonico, scultore austriaco
- Evangelista Gonzaga, militare italiano (n. 1440)
- Gülbahar Hatun, ottomana
- Jaume Huguet, pittore spagnolo (n. 1412)
- Giami, poeta persiano (n. 1414)
- Pellegrino di Mariano, pittore italiano
- Lucas Moser, pittore tedesco (n. 1421)
- Neri di Bicci, pittore italiano
- Enrique Pérez de Guzmán, II duca di Medina Sidonia, duca
- Girolamo Scotti, vescovo cattolico italiano
- Tichon di Kaluga, monaco cristiano russo
- Nicasius de Voerda, giurista e presbitero belga (n. 1440)
- Michele di Bartolomeo degli Odasi, poeta italiano

## Calendario
| Calendario 1492 | Calendario 1492 | Calendario 1492 | Calendario 1492 | Calendario 1492 | Calendario 1492 | Calendario 1492 | Calendario 1492 | Calendario 1492 | Calendario 1492 | Calendario 1492 | Calendario 1492 | Calendario 1492 | Calendario 1492 | Calendario 1492 | Calendario 1492 | Calendario 1492 | Calendario 1492 | Calendario 1492 | Calendario 1492 | Calendario 1492 | Calendario 1492 | Calendario 1492 | Calendario 1492 | Calendario 1492 | Calendario 1492 | Calendario 1492 | Calendario 1492 | Calendario 1492 | Calendario 1492 | Calendario 1492 | Calendario 1492 | Calendario 1492 |
| --------------- | --------------- | --------------- | --------------- | --------------- | --------------- | --------------- | --------------- | --------------- | --------------- | --------------- | --------------- | --------------- | --------------- | --------------- | --------------- | --------------- | --------------- | --------------- | --------------- | --------------- | --------------- | --------------- | --------------- | --------------- | --------------- | --------------- | --------------- | --------------- | --------------- | --------------- | --------------- | --------------- |
|                 | 1               | 2               | 3               | 4               | 5               | 6               | 7               | 8               | 9               | 10              | 11              | 12              | 13              | 14              | 15              | 16              | 17              | 18              | 19              | 20              | 21              | 22              | 23              | 24              | 25              | 26              | 27              | 28              | 29              | 30              | 31              |                 |
| Gennaio         | Do              | Lu              | Ma              | Me              | Gi              | Ve              | Sa              | Do              | Lu              | Ma              | Me              | Gi              | Ve              | Sa              | Do              | Lu              | Ma              | Me              | Gi              | Ve              | Sa              | Do              | Lu              | Ma              | Me              | Gi              | Ve              | Sa              | Do              | Lu              | Ma              |                 |
| Febbraio        | Me              | Gi              | Ve              | Sa              | Do              | Lu              | Ma              | Me              | Gi              | Ve              | Sa              | Do              | Lu              | Ma              | Me              | Gi              | Ve              | Sa              | Do              | Lu              | Ma              | Me              | Gi              | Ve              | Sa              | Do              | Lu              | Ma              | Me              |                 |                 |                 |
| Marzo           | Gi              | Ve              | Sa              | Do              | Lu              | Ma              | Me              | Gi              | Ve              | Sa              | Do              | Lu              | Ma              | Me              | Gi              | Ve              | Sa              | Do              | Lu              | Ma              | Me              | Gi              | Ve              | Sa              | Do              | Lu              | Ma              | Me              | Gi              | Ve              | Sa              |                 |
| Aprile          | Do              | Lu              | Ma              | Me              | Gi              | Ve              | Sa              | Do              | Lu              | Ma              | Me              | Gi              | Ve              | Sa              | Do              | Lu              | Ma              | Me              | Gi              | Ve              | Sa              | Do              | Lu              | Ma              | Me              | Gi              | Ve              | Sa              | Do              | Lu              |                 |                 |
| Maggio          | Ma              | Me              | Gi              | Ve              | Sa              | Do              | Lu              | Ma              | Me              | Gi              | Ve              | Sa              | Do              | Lu              | Ma              | Me              | Gi              | Ve              | Sa              | Do              | Lu              | Ma              | Me              | Gi              | Ve              | Sa              | Do              | Lu              | Ma              | Me              | Gi              |                 |
| Giugno          | Ve              | Sa              | Do              | Lu              | Ma              | Me              | Gi              | Ve              | Sa              | Do              | Lu              | Ma              | Me              | Gi              | Ve              | Sa              | Do              | Lu              | Ma              | Me              | Gi              | Ve              | Sa              | Do              | Lu              | Ma              | Me              | Gi              | Ve              | Sa              |                 |                 |
| Luglio          | Do              | Lu              | Ma              | Me              | Gi              | Ve              | Sa              | Do              | Lu              | Ma              | Me              | Gi              | Ve              | Sa              | Do              | Lu              | Ma              | Me              | Gi              | Ve              | Sa              | Do              | Lu              | Ma              | Me              | Gi              | Ve              | Sa              | Do              | Lu              | Ma              |                 |
| Agosto          | Me              | Gi              | Ve              | Sa              | Do              | Lu              | Ma              | Me              | Gi              | Ve              | Sa              | Do              | Lu              | Ma              | Me              | Gi              | Ve              | Sa              | Do              | Lu              | Ma              | Me              | Gi              | Ve              | Sa              | Do              | Lu              | Ma              | Me              | Gi              | Ve              |                 |
| Settembre       | Sa              | Do              | Lu              | Ma              | Me              | Gi              | Ve              | Sa              | Do              | Lu              | Ma              | Me              | Gi              | Ve              | Sa              | Do              | Lu              | Ma              | Me              | Gi              | Ve              | Sa              | Do              | Lu              | Ma              | Me              | Gi              | Ve              | Sa              | Do              |                 |                 |
| Ottobre         | Lu              | Ma              | Me              | Gi              | Ve              | Sa              | Do              | Lu              | Ma              | Me              | Gi              | Ve              | Sa              | Do              | Lu              | Ma              | Me              | Gi              | Ve              | Sa              | Do              | Lu              | Ma              | Me              | Gi              | Ve              | Sa              | Do              | Lu              | Ma              | Me              |                 |
| Novembre        | Gi              | Ve              | Sa              | Do              | Lu              | Ma              | Me              | Gi              | Ve              | Sa              | Do              | Lu              | Ma              | Me              | Gi              | Ve              | Sa              | Do              | Lu              | Ma              | Me              | Gi              | Ve              | Sa              | Do              | Lu              | Ma              | Me              | Gi              | Ve              |                 |                 |
| Dicembre        | Sa              | Do              | Lu              | Ma              | Me              | Gi              | Ve              | Sa              | Do              | Lu              | Ma              | Me              | Gi              | Ve              | Sa              | Do              | Lu              | Ma              | Me              | Gi              | Ve              | Sa              | Do              | Lu              | Ma              | Me              | Gi              | Ve              | Sa              | Do              | Lu              |                 |